# Sanchezia ovata
Sanchezia ovata är en akantusväxtart som beskrevs av Hipólito Ruiz López och Pav.. Sanchezia ovata ingår i släktet Sanchezia och familjen akantusväxter. Inga underarter finns listade i Catalogue of Life.